# Sterkfontein

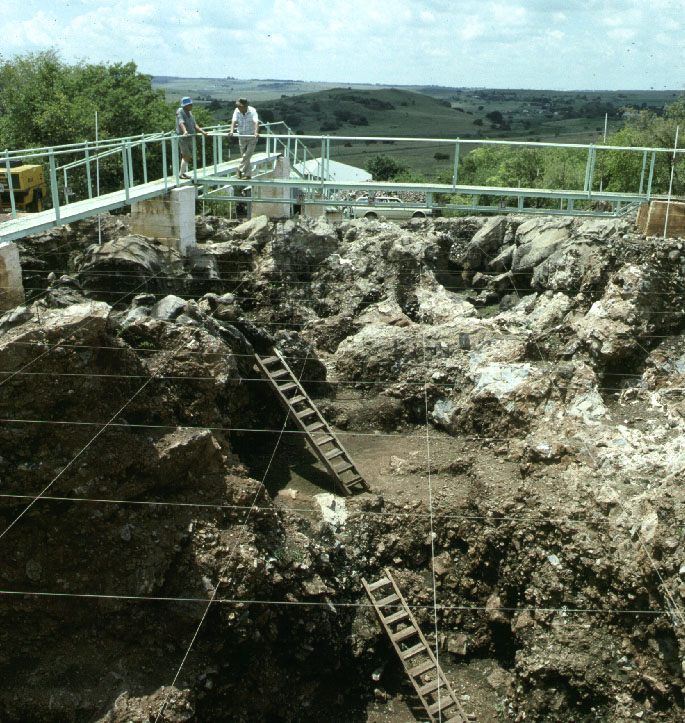
Estrutura acima da entrada da Sterkfontein

Sterkfontein (fonte forte em africânder) é um conjunto de grutas cársicas de especial interesse para os paleo-antropólogos localizado a nordeste de Joanesburgo, na África do Sul, perto da localidade de Krugersdorp.
Nesta região foram encontrados fósseis que permitem considerá-la como o berço da humanidade, entre os quais os mais importantes são "Mrs. Ples", um esqueleto quase completo de um Australopithecus africanus com 2,3 a 2,8 milhões de anos de idade e, mais recentemente, "Little Foot", ou outro exemplar, também considerado uma espécie de Australopithecus, mas este com mais de 3 milhões de anos.

## História do local e achados
As cavernas de Sterkfontein estão localizadas na Reserva da Natureza Isaac Edwin Stegmann a cerca de 10 km de Krugersdorp. Os primeiros exploradores das cavernas, que eram prospectores de calcário notaram a presença de ossos fossilizados na década de 1890, mas só em 1936, o Dr. Robert Broom fez a primeira descoberta de ossos que se pensou pertencerem a um Australopithecus africanus. Em 1947, foi encontrado um crânio quase completo, que Broom pensou ter pertencido a uma fêmea (actualmente, põe-se em dúvida este facto), que descreveu como Plesianthropus transvaalensis, mas que mais tarde se verificou pertencer à espécie A. Africanus; por esta razão, aquele crânio passou a ser conhecido como "Mrs. Ples". Estima-se que este crânio tenha uma idade entre 2,8 e 2,3 milhões de anos.
Uma descoberta mais recente na mesma caverna foi um esqueleto quase completo de outro exemplar da mesma espécie, mas com uma idade estimada em 3,3 milhões de anos. Os ossos do Little Foot tinham estado guardados numa caixa desde os últimos anos da década de 1970, até serem estudados por Ronald Clarke e Phillip Tobias em 1995, mas só em Dezembro de 1998, com a descoberta do crânio, a descoberta foi tornada pública. Neste momento, pensa-se que estes ossos possam ter mais de 4 milhões de anos.
A família Stegmann doou as cavernas à Universidade de Witwatersrand em 1958. No local existe um pequeno museu (ao qual a Wits chamou "Robert Broom Museum" em 1966) exibe informação sobre os achados, assim como sobre a evolução humana.